# ريان دونكان
ريان دونكان هو لاعب هوكي الجليد كندي، ولد في 14 يوليو 1985 في كالغاري في كندا.

## وصلات خارجية
- ريان دونكان على موقع دوري الهوكي الوطني (الإنجليزية)
- ريان دونكان على موقع EliteProspects.com (الإنجليزية)
- ريان دونكان على موقع HockeyDB.com (الإنجليزية)